# NGC 6486
NGC 6486 (również PGC 61033) – galaktyka eliptyczna (E-S0), znajdująca się w gwiazdozbiorze Herkulesa. Odkrył ją Édouard Jean-Marie Stephan 28 lipca 1880 roku.